# HMS Illustrious (R87)
El HMS Illustrious (R87) fue un portaaviones de la Marina Real Británica, líder de la Clase Illustrious, que combatió en la Segunda Guerra Mundial.

## Historial

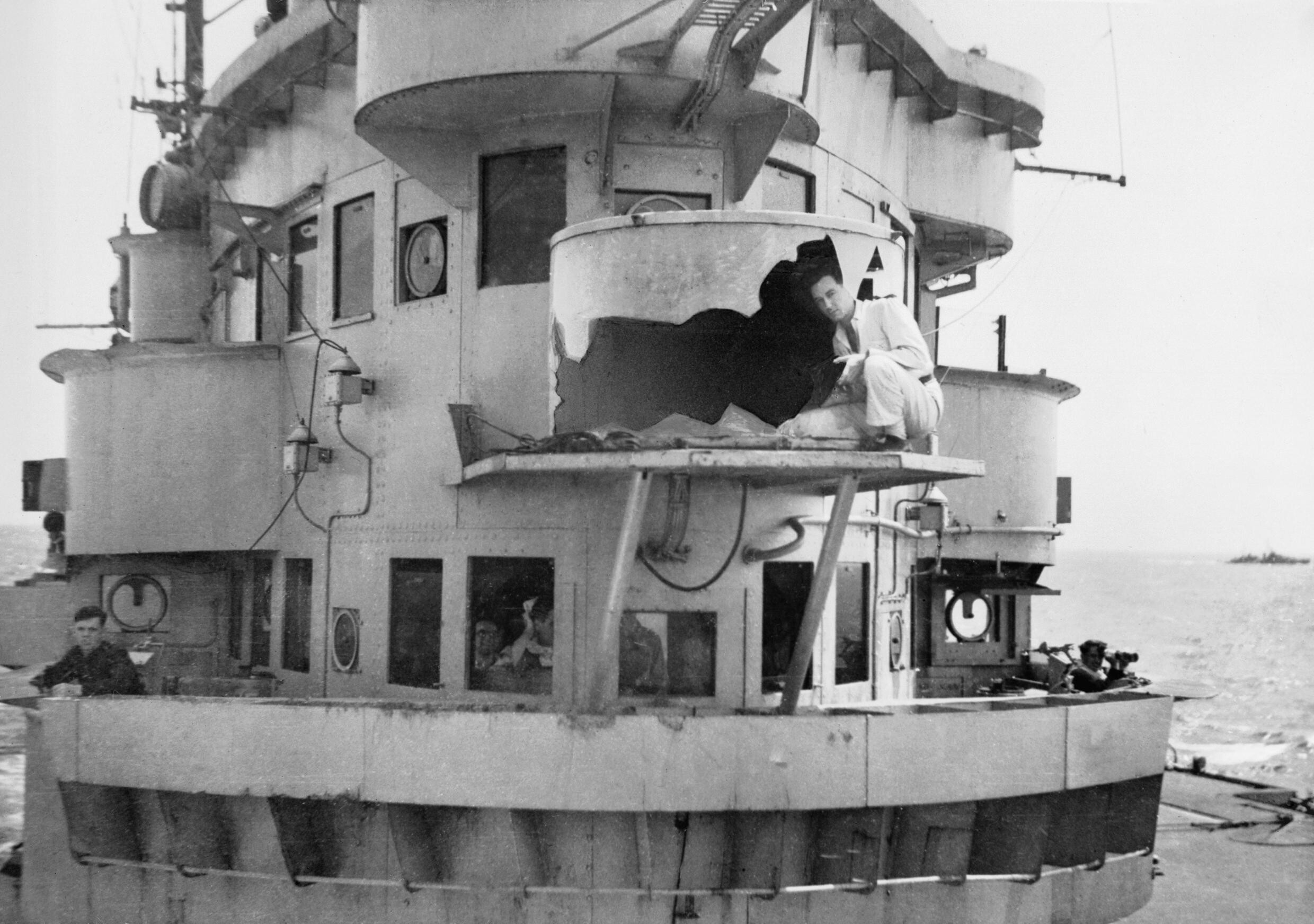
Un marino inspecciona el frente del puente del HMS Illustrious causado por el golpe sin mayores consecuencias de un kamikaze en abril de 1945.

Es uno de los portaaviones con más historia de la Royal Navy. Botado en abril de 1939, entró en servicio en mayo de 1940. Desde su cubierta se lanzó el ataque con torpederos Fairey Swordfish contra parte de la flota italiana fondeada en Tarento, y que inspiró al almirante Isoroku Yamamoto para su propio ataque a Pearl Harbor. 
Sirvió además en el Frente del Pacífico sufriendo algunos ataques kamikazes en abril de 1945.
El portaaviones fue retirado del servicio en 1954, y desguazado en 1956. Su diseño de cubierta blindada le salvó en numerosas ocasiones en el Mediterráneo, tras ser atacado por bombarderos en picado alemanes e italianos, que pese a alcanzarlo repetidamente no consiguieron hundirlo.